# John Carpenter's Cigarette Burns
John Carpenter's Cigarette Burns (ook wel Cigarette Burns) is een Amerikaanse horrorfilm uit 2005 van regisseur John Carpenter. Het vormt het achtste deel uit de eerste serie van de filmreeks Masters of Horror.

## Verhaal
Kirby Sweetman (Norman Reedus) is de uitbater van een klein filmtheater en een soort detective op het gebied van zeldzame films. Op een dag wordt hij uitgenodigd door de rijke verzamelaar Bellinger (Udo Kier). Hij wil dat Sweetman de film Le Fin Absolue du Monde (Ned: Het absolute einde van de wereld) voor hem opspoort. Hier zou ooit maar één opname van bestaan hebben die vernietigd werd. Bellinger houdt een blauw-bleke engel (Christopher Redman) niettemin een van de hoofdrolspelers uit Le Fin Absolue du Monde gevangen en deze bezweert dat de film nog bestaat.
Sweetman gaat akkoord tegen een salaris van 200.000 dollar. Dat is immers het bedrag dat hij Walter Matthews (Gary Hetherington) nog schuldig is. Matthews is de vader van Sweetmans vroegere vriendin Annie (Zara Taylor), die zelfmoord pleegde toen ze samen zwaar aan de drugs verslaafd waren. Hij leende Sweetman destijds het geld om uit de nesten te komen, voor zijn dochter overleed.
Zijn eerste aanknoop punt is recensent Meyers (Christopher Britton). Hij is een van de weinige nog levende mensen die bij de enige openbare vertoning van Le Fin Absolue du Monde ooit was. Sindsdien is hij geobsedeerd door de film. Zijn kantoor is van voor tot achter gevuld met papieren waarop Meyers al jaren probeert te beschrijven wat de essentie van Le Fin Absolue du Monde is. Hij vertelt Sweetman dat de film je bij de strot grijpt, meer dan een film is en aanzet tot geweld door het bekijken ervan. De originele vertoning ontaardde in een orgie van geweld, met vier dodelijke slachtoffers. Meyers geeft Sweetman geluidsbanden mee met daarop een interview dat hij destijds hield met Le Fin Absolue du Monde's regisseur, Hans Backovic. Sweetman valt in slaap met zijn hoofdtelefoon op en heeft een nachtmerrie over Annie, waarop hij wakker schrikt van de telefoon.
Sweetman wordt tijdens zijn zoektocht steeds meer gehinderd door flashbacks waarin Annie opduikt en black-outs, waarin hij tijd kwijtraakt. Verschillende mensen vertellen hem dat dit komt doordat hij onder invloed staat van Le Fin Absolue du Monde. Hij moet bevestigen dat hij telkens net voor die gebeurtenissen kort een cirkel ziet, zogenaamde cigarette burns. Hij zet niettemin door, want hij moet van zijn schuld af.
Na het adres gekregen te hebben van Backovic' weduwe, waarschuwt ze hem, maar geeft hem toch de lang gezochte film mee. Sweetman wil hem zelf inmiddels niet meer zien. Hij brengt deze naar Bellinger, incasseert zijn geld en vertrekt. Bellinger maakt het zich gemakkelijk in zijn privé-filmtheater en start de film. Kort daarop wordt Sweetman door hem gebeld met het verzoek te komen.
Aangekomen treft hij een doorgedraaide hulp van Bellinger, die daarop zijn eigen ogen lachend uitsteekt. Sweetman vindt Bellinger terug in de projectiekamer van zijn bioscoop, onbegrijpelijk pratend. Hij blijkt zichzelf met een mes aan het verwonden te zijn. Wanneer Bellinger zijn dunne darm in de filmprojector draait, wil Sweetman ervandoor, maar in het theater duikt Mr. Matthews plots op. Een black-out later zitten ze samen Le Fin Absolue du Monde te kijken. Het scherm opent zich en een naakte, bloedovergoten Annie stapt uit de film. Haar vader omhelst haar, waarop ze aankondigt honger te hebben en haar tanden in zijn nek zet. Na wederom een black-out blijkt Sweetman zich dit ingebeeld te hebben. Hij is er nu alleen van overtuigd dat Annie nog altijd lijdt en alleen tot rust kan komen wanneer mensen stoppen onder haar nagedachtenis te lijden. Daarop schiet hij haar vader neer, zet het pistool in zijn mond en schiet zichzelf door het hoofd. Daarop komt de blauwe engel de trap af lopen. Hij spreekt dank uit aan het lijk van Sweetman en vertrekt met de filmrollen.

## Rolverdeling
| Acteur              | Personage       | Opmerkingen              |
| ------------------- | --------------- | ------------------------ |
| Norman Reedus       | Kirby           |                          |
| Udo Kier            | Bellinger       |                          |
| Gary Hetherington   | Walter          |                          |
| Christopher Britton | Meyers          | als Chris Britton        |
| Zara Taylor         | Annie           |                          |
| Chris Gauthier      | Timpson         | als Christopher Gauthier |
| Douglas Arthurs     | Dalibor         | als Douglas H. Arthurs   |
| Colin Foo           | Fung            |                          |
| Gwynyth Walsh       | Katja           |                          |
| Christopher Redman  | Willowy Being   |                          |
| Julius Chapple      | Henri Cotillard |                          |

## Achtergrond

### 'Cigarette burns'

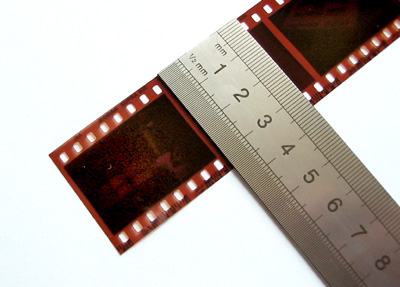
Cigarette Burns zouden zich op de plek van de liniaal bevinden, op een beeldje net voor een schrikmoment in een horrorfilm.

Cigarette burns zijn losse beeldjes uit de celluloidstrip van een filmrol die aankondigen dat er meteen daarna iets gaat gebeuren. In het geval van horrorfilms zijn dat in Cigarette Burns beeldjes van een cirkel vlak voor een schrikmoment. De term en zijn betekenis bestaan in realiteit niet. Ze werden voor het eerst als bestaand opgevoerd in de film Fight Club.

### Verwijzingen
In Cigarette Burns zitten verschillende kleine verwijzingen naar iconen uit de horrorwereld.
- Zo knipt Sweetmans vriend en mede-eigenaar van hun theater Timpson  (Chris Gauthier) cigarette burns uit films om te verzamelen. Eén daarvan is uit een film van Dario Argento.
- Wanneer Sweetman naar de kamer van Bellinger begeleid wordt, loopt hij langs een schilderij van Nosferatu.
- In een gesprek wordt het groot respect gepraat over Vincent Price en de film Rite of Spring, de Engelse benaming van Acto de Primavera uit 1963.